# 月村清次郎
月村清次郎（つきむら せいじろう、1878年12月3日 - 1942年1月28日）は日本の弁護士、裁判官。

## 経歴
静岡県君沢郡（現在の三島市）で商家の長男として生まれる。上京して旧制第一高等学校に入学するも、祖父の意向により中退を余儀なくされる。1896年、学費を貯めて東京専門学校（現在の早稲田大学）へ入学する。ここで、同学の講師であり、実質的な創立者の一人であった高田早苗に薫陶を受ける。また、在学中、新美卯一郎と親交を深める。1901年、一度の浪人の末に判事検事登用試験に合格する。裁判官として任官し、宮城県の仙台地方裁判所へ赴任する。1904年、司法省参事官の娘と結婚。しかし、仕事の都合もあり、衣食を共にすることは少なかったという。1910年代、糖尿病を患う。1916年には夏目漱石の葬儀に参列する。1923年、関東大震災によって静岡県の実家が灰燼に帰す。1932年、長崎控訴院での職務を最後に任意で退官し、東京市神田区へ移って弁護士として開業する。1942年、梅毒によって死亡。また、同年には孫の銀一が兵役中に事故死している。
手塚太郎の回想によれば、決して怒鳴らない、謙虚で温厚な人物だったという。また、書道の心得があり、彼の文字は非常に読みやすいものだった。すずなと名付けられた愛猫を飼っていた。